# Patrice (prénom)
Pour les articles homonymes, voir Patrice.
Patrice est un prénom épicène dérivé du mot latin patricius (patricien) qui désignait à l'époque un membre de l'aristocratie : le patrice.
Il s'est répandu en référence à Patrick d'Irlande ou saint Patrick, évêque et évangélisateur de l'Irlande né vers 384 et mort le 17 mars 461.

## Variantes
- Patrique
- Patricien
- irlandais : Padraig
- île de Man : Paden
- breton : Padrig
- cornouaille : Petroc
- français : Patrice, Patricien, Patrique
- polonais : Patryk
- slovaque : Patrik
- portugais : Patricio
- italien : Patrizio
- roumain: Patriciu
- russe / slavon : Патрикий

Diminutifs :
- français : Patou, Patoche, Pat, Patounet, Patouchinou, Patchy[réf. souhaitée]

Formes féminines :
- français : Patricia, Patricine
- anglais : Patricia, Patty, Pat
- roumain: Patricia

## Popularité du nom
La Saint-Patrice ou Saint-Patrick (célébrée le 17 mars en l'honneur du saint mentionné ci-dessus) n'est pas la fête nationale de l'Irlande contrairement à une idée populaire répandue.

## Patrice comme prénom masculin
- Patrice Baudrier, acteur et metteur en scène français.
- Patrice, nom de scène du chanteur allemand Patrice Bart-Williams
- Patrice Leconte, cinéaste français
- Patrice Évra, footballeur international français
- Patrice Hagelauer, ancien joueur tennis et entraineur français
- Patrice Dominguez, ancien joueur tennis et consultant
- Patrice Laffont, animateur d'émissions de télévision
- Patrice Drevet, homme politique, ancien animateur d'émissions de télévision
- Patrice Martin, skieur nautique français
- Patrice Martineau, chanteur chrétien français
- Patrice Carmouze, animateur d'émissions de télévision
- Patrice Halgand, coureur cycliste français
- Patrice Chéreau, metteur en scène de théâtre
- Patrice de Mac Mahon, premier président de la IIIe République

## Patrice comme prénom féminin
- Patrice Harris, psychiatre américaine
- Patrice Munsel (1925-2016), soprano et actrice américaine ;
- Patrice Rushen (née en 1954), chanteuse, auteur et pianiste de jazz américaine ;
- Patrice Toye (née en 1967), réalisatrice belge ;
- Patrice Wymore (1926-2014), actrice américaine.

## Toponymie
- Saint-Patrice en Indre-et-Loire
- Saint-Patrice-de-Claids dans la Manche
- Saint-Patrice-du-Désert dans l'Orne